# Sobelair
Sobelair (abreviatura de Société Belge des Transports Par Air SA) fue una aerolínea belga con sede en Bruselas (posteriormente en Zaventem).
Operó en su mayoría vuelos no programados de pasajeros y de carga desde su base principal en el aeropuerto de Bruselas-National.

## Historia

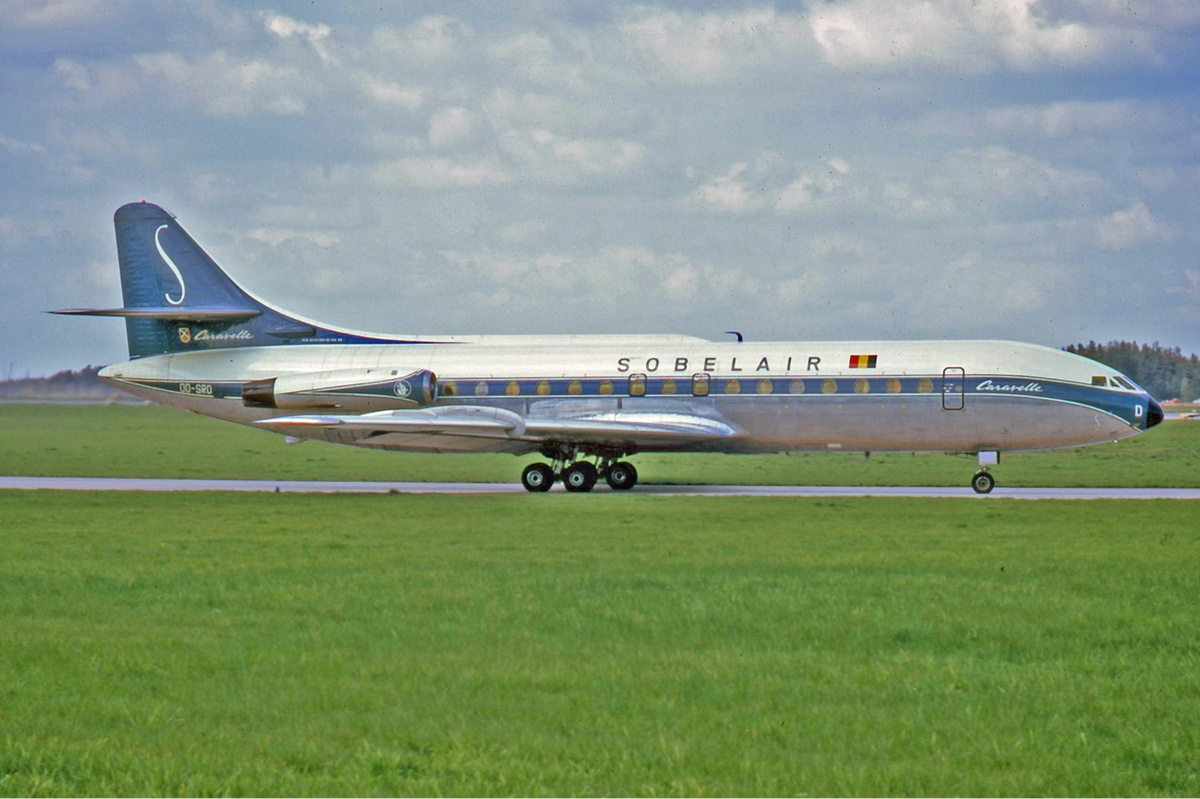
Un Sud Aviation Caravelle de Sobelair en el aeropuerto de Hanóver en 1972.

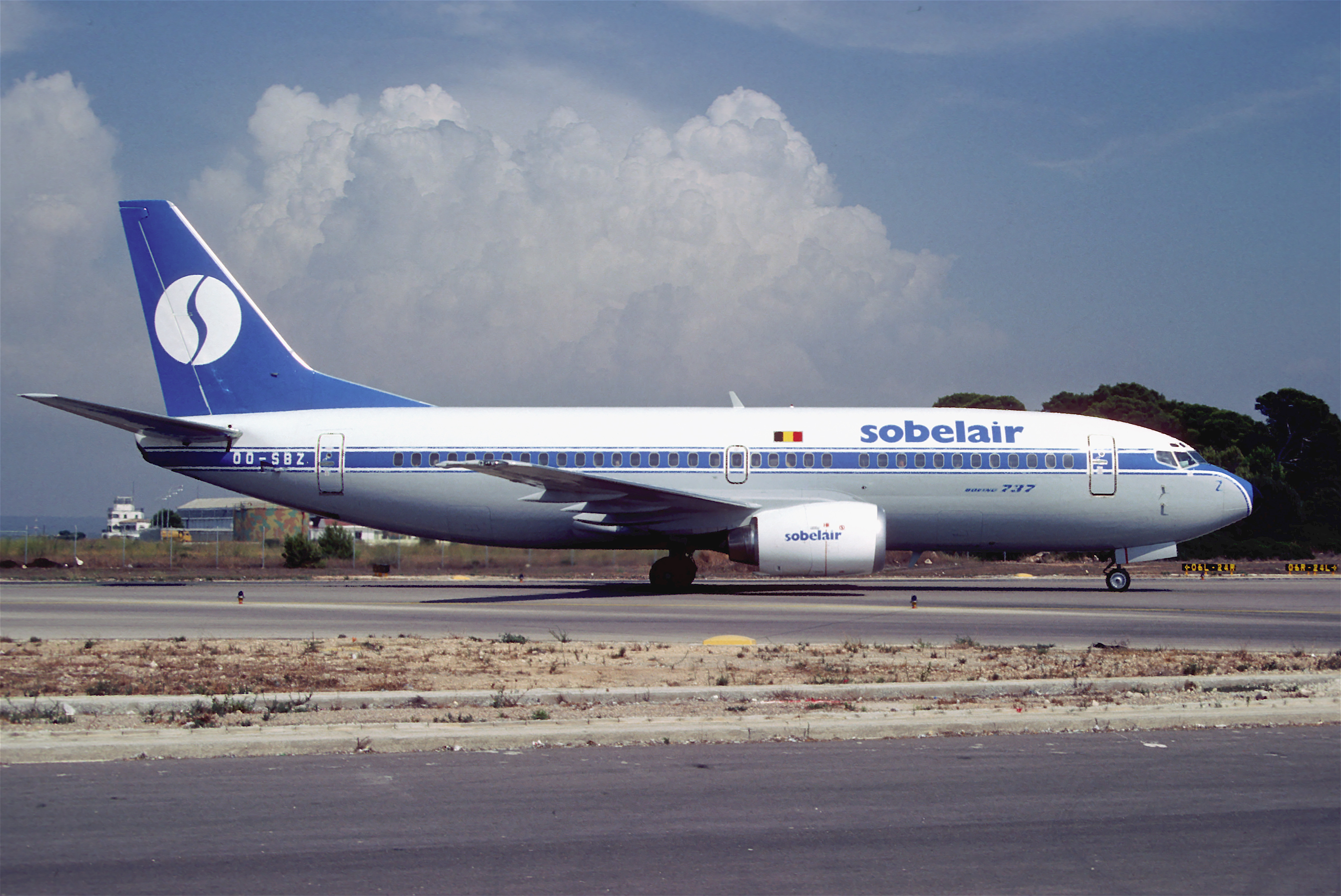
Un Boeing 737-300 de Sobelair en 1987.

Sobelair fue fundada como una compañía de vuelos chárter el 30 de julio de 1946, originalmente (solo durante los primeros meses) conocida como Société d'Etude et de Transports Aériens, abreviada SETA. El primer vuelo comercial tuvo lugar el 15 de octubre de ese año, utilizando un Douglas DC-3, era un transporte de flores a Niza vía París. En 1947 se iniciaron los vuelos regulares desde Bruselas a Elizabethville en el Congo Belga, en nombre de varias empresas en la colonia belga, que poseían la mayoría de las participaciones en la compañía. En 1949 estas acciones fueron adquiridas por la aerolínea nacional belga Sabena, que llegó a poseer 72,29 por ciento en Sobelair.
Cuando la República Democrática del Congo (Léopoldville) fue fundada como estado independiente en el antiguo Congo Belga, Sobelair cesó su servicio a África, y se concentró en la oferta de vuelos chárter vacacionales al Mediterráneo, así como (entre 1957 y 1962) en rutas nacionales, utilizando pequeños aviones Cessna 310.
Sobelair se unió a la era de los reactores en 1971, cuando adquirió el primer Caravelle de segunda mano a Sabena. Durante los años siguientes, la flota fue modernizada aún más con aviones Boeing 707, que se mantuvieron hasta 1981. Para entonces, Sobelair operaba una flota compuesta exclusivamente por pequeños aviones Boeing 737. Los vuelos de larga distancia se reanudaron solo hasta 1994, usando un recién adquirido Boeing 767-300.
Cuando Swissair inició una alianza con Sabena en 1995, se hicieron planes para una colaboración de las respectivas filiales chárter. Por lo tanto, Sobelair entró en negociaciones con la filial suiza de Trans European Airways en 1996, que resultó ser infructuosa. En lugar de ello, se firmó un acuerdo con Crossair. En 1997, Sobelair operaba vuelos chárter de pasajeros desde Zúrich a San Francisco y Las Vegas, en nombre de Swissair. A finales de 1990, firmó un contrato de fletamento con el touroperador Jetair. En 2001 fueron asegurados otros acuerdos con ALM Antillean Airlines y Balair.
En octubre de 2001 Swissair se declaró en quiebra, que fue seguido por la desaparición de su socio Sabena en noviembre del mismo año, lo que también llevó incertidumbre al futuro de Sobelair. Delta Air Transport, al que habían sido trasladados los slots de Sabena, examinó brevemente el hacerse cargo de los 767 de Sobelair para el relanzamiento de los vuelos regulares de pasajeros a África (en su lugar, Birdy Airlines fue fundado para tal fin), y el operador turístico alemán Preussag, entró en negociaciones relativas a una toma de posesión de la compañía aérea, que abandonaron en febrero de 2002.
Después de haber sido adquirida por un grupo de inversionistas en junio de 2002, se iniciaron los vuelos regulares en la ruta Bruselas-Johannesburgo. A principios de 2003 Sobelair fue transferida a SN Brussels Airlines. Esto no condujo a una mejora de la situación financiera, de manera que Sobelair tuvo que declararse en bancarrota a principios de enero de 2004. TUI Travel hizo una oferta para hacerse cargo de las aeronaves de Sobelair con el fin de crear una filial aérea belga, a condición de que se concedería protección de los acreedores. El 19 de enero esta medida fue rechazada, de manera que Sobelair quebró y sus entonces aproximadamente 450 empleados perdieron sus puestos de trabajo.

## Flota

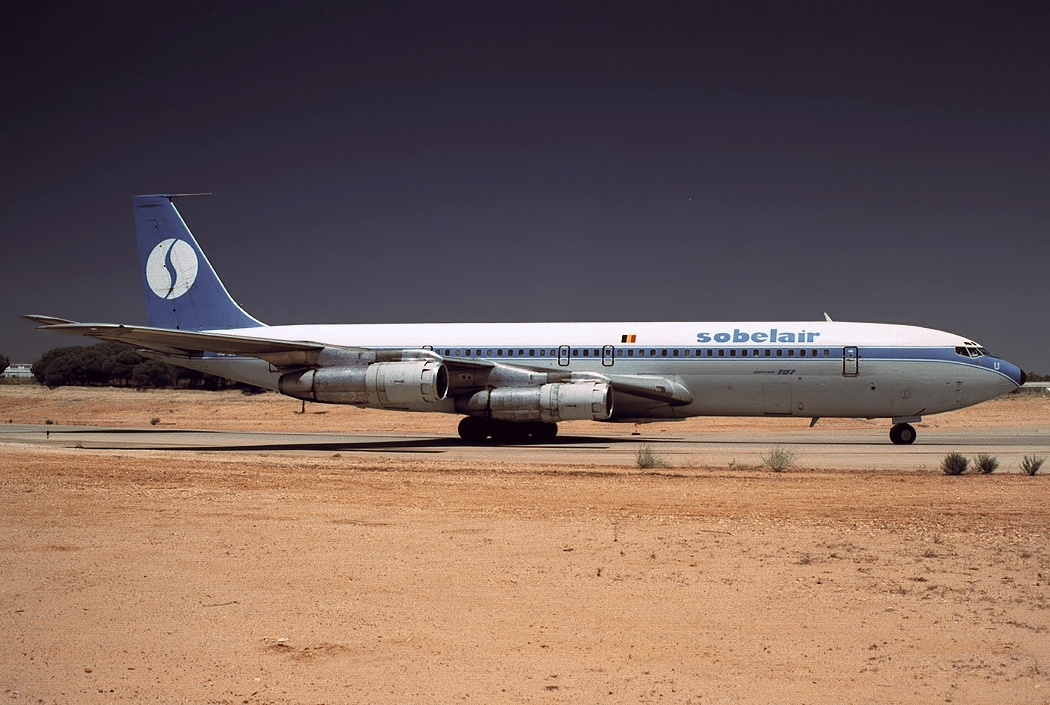
Un Boeing 707 de Sobelair en el Aeropuerto de Faro en 1989.

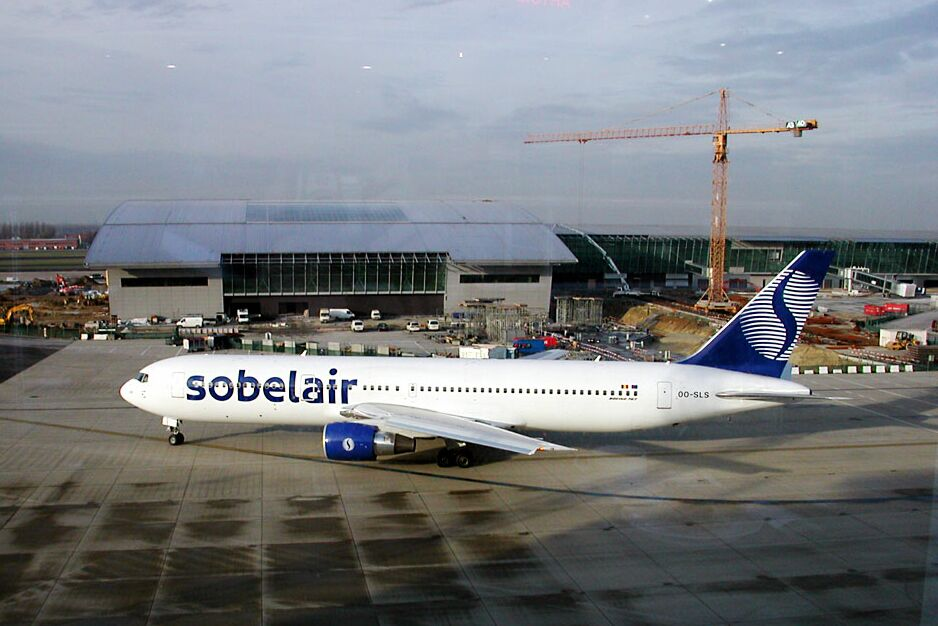
Un Boeing 767-300 de Sobelair en el Aeropuerto de Bruselas en 2001.

Durante sus años de existencia, Sobelair operó los siguientes tipos de aeronaves:
| Aeronaves               | Total | Introducido | Retirado | Matrículas                                                                              |
| ----------------------- | ----- | ----------- | -------- | --------------------------------------------------------------------------------------- |
| Airbus A300             | 5     | 1993        | 1999     | EI-TLB, EI-CJK, OY-CNL, SE-DSH y SE-DSF                                                 |
| Airbus A320             | 1     | 2000        | 2000     | EI-TLI                                                                                  |
| Boeing 707              | 10    | 1974        | 1990     | OO-SJA, OO-SJC, OO-SJD, OO-SJP, OO-SBW, 9Q-CBL, OO-PSI, OO-SBU, OO-SJM y OO-SJO         |
| Boeing 727-100          | 1     | 1984        | 1984     | OO-JAA                                                                                  |
| Boeing 727-200          | 5     | 1993        | 1996     | OY-SEZ, OY-SCC, F-GCDA, F-GCDB y OY-SBI                                                 |
| Boeing 737-200          | 9     | 1979        | 1999     | OO-SDA, OO-SDD, OO-SDE, OO-SDJ, G-BECH, OO-SBQ, OO-SBS, OO-SBT y F-GMJD                 |
| Boeing 737-300          | 9     | 1987        | 2004     | OO-SDV, OO-SDY, OO-SBZ, F-GFUB, OO-SEJ, F-GFUF, OO-SBX, EI-CLW y OO-SLK                 |
| Boeing 737-400          | 9     | 1990        | 2004     | OO-SBN, OO-VJO, OO-VEJ, SU-BLM, OO-RMV, OO-SLW, OO-SBJ, LX-LGF y OO-SBM                 |
| Boeing 737-800          | 2     | 2002        | 2004     | OO-VAS y OO-VAC                                                                         |
| Boeing 767-300ER        | 6     | 1994        | 2004     | OO-SLT, OO-STF, OO-SBY, OO-SLR, OO-IHV y OO-SLS                                         |
| Douglas DC-3            | 11    | 1946        | 1965     | OO-SBH, OO-SBF, OO-TBA, OO-SBE, OO-SBB, OO-SBA, OO-SBC, OO-SBG, OO-SBI, OO-SBD y OO-SBK |
| Douglas DC-4            | 2     | 1954        | 1960     | OO-SBL y OO-SBO                                                                         |
| Douglas DC-6            | 2     | 1961        | 1970     | OO-SDC y OO-CTL                                                                         |
| Fokker F27 Friendship   | 2     | 1968        | 1969     | D-BAKU y OO-SBP                                                                         |
| McDonnell Douglas DC-10 | 1     | 1994        | 1994     | OO-PHN                                                                                  |
| McDonnell Douglas MD-83 | 1     | 1994        | 1994     | F-GHHO                                                                                  |
| Sud Aviation Caravelle  | 5     | 1971        | 1976     | OO-SRB, OO-SRC, OO-SRD, OO-SBQ y OO-SRI                                                 |

## Accidentes e incidentes
- Sobelair sufrió un accidente mortal ocurrido el 22 de abril de 1960. Un Douglas C-54 Skymaster de la aerolínea, registro OO-SBL, se estrelló en la ladera de una montaña (un llamado vuelo controlado contra el terreno) mientras se aproximaba a un campo de aviación en Bunia, entonces Congo Belga. Todos los 28 pasajeros y los siete miembros de la tripulación que estaban en el vuelo fletado desde El Cairo perdieron la vida.[8]
- El 20 de diciembre de 1970, un Douglas DC-6 (registro OO-CTL) fue dañado sin posibilidad de reparación cuando se salió de la pista en el aeropuerto de Málaga. El vuelo de carga con siete ocupantes tuvo que realizar un aterrizaje de emergencia en el aeropuerto en condiciones de mal tiempo, ya que el tren de aterrizaje izquierdo principal no podía extenderse debido a un problema hidráulico.[9]
- El 29 de marzo de 1981, se produjo un incendio en el motor de un Boeing 707 (registro OO-SJA) poco después de despegar del aeropuerto de Bruselas. Los pilotos regresaron al aeropuerto, teniendo que ejecutar un aterrizaje emergencia. Como no había habido tiempo para el vaciado de combustible, el avión era demasiado pesado, y fue dirigido deliberadamente fuera de la pista con el fin de no sobrepasarla, sufriendo grandes daños. Los 109 pasajeros y ocho tripulantes sobrevivieron al accidente.[10]